# Peter Elias von Gähler
Peter Elias von Gähler (* 1718 in Kopenhagen; † 2. Mai 1783 in Itzehoe) war ein dänischer General der Infanterie und Kriegsminister. Er war Träger des Danebrog-Ordens, des Union-Parfaite und des Mathilden-Ordens. Im Jahr 1749 wurde er in den dänischen Adel aufgenommen.

## Herkunft
Seine Eltern waren der 1749 nobilitierte königlich dänische Kriegsrat und General-Kriegskommissar Casper von Gähler (1680–1759) und dessen Ehefrau Maria Gertrud, geborene Weber (* 1684; † Ende August 1770 in Schleswig). Der Geheime Rat und Oberpräsident von Altona Sigismund Wilhelm von Gähler (1704–1788) war sein Bruder.

## Leben
Gähler trat 1734 in dänische Kriegsdienste und kam dort als Kornett in das Leib-Dragoner-Regiment. Dann nahm er mit dem Regiment unter General Mörner am Feldzug 1734/35 am Rhein teil. 1737 wechselte er in das Holsteinische Reiter-Regiment (Oldenburg Kürassiere). Dann kam er 1741 in das Korps des Generals Schulenburg, das von den Engländern nach Kurhannover geschickt wurde.
1743 kam er als Seconde-Lieutenant in das von Neuberg geworbene Reiter-Regiment, 1745 kehrte er in das Holsteinische zurück und erhielt dort 1746 den Charakter als Rittmeister. 1747 wechselte er dann als Kapitän zur Infanterie und wurde dann 1750 Kompaniechef in der Leibgarde zu Fuß. Dort stieg er zum Hauptmann der Garde auf.
1753 wurde er Generaladjutant des Königs Friedrich V. Er stieg auf zum Oberst und wurde am 21. März 1758 zum Generalmajor befördert. Im April 1760 wurde er zum Generalquartiermeister der Armee ernannt.
Auch 1762 wurde er in das Allgemeine Kriegsdirektorium versetzt. Er wurde Leiter der 2. Abteilung für Artillerie- und Pionierwesen, wo runter auch die Festungen, die Militärfabriken und die Festungen fielen. Nach dem Tod des Königs 1766 musste der General Saint-Germain zurücktreten und Gähler wurde als Vizekommandant nach Glückstadt abgeschoben. Im folgenden Jahr wurden beide kurzfristig zurückgeholt, doch im Dezember 1767 wurde Saint-Germain endgültig entlassen.
Unter dem Einfluss seines Leibarztes Johann Friedrich Struensee ordnete Christian VII. auch eine Reform des Streitkräfte an. Dafür wurde Gähler im Juni 1770 zum Präsidenten des nun in Kollegium umbenannten Kommission und damit Oberbefehlshaber der Streitkräfte. Der Reformgegner Minister Bernstorff musste am 15. September 1770 gehen. Gähler dagegen gehörte zu Struensees engsten Mitarbeitern und wurde zusammen mit seiner Frau am 29. Januar 1771 mit dem von Königin Caroline Mathilde gestifteten Mathilden-Orden ausgezeichnet. Die von Struensee geforderte Militärreform der Leibgarde und Elitetruppen, die mit erheblichen Einsparungen verbunden war, trug 1772 zu seinem Sturz bei. Als Befürworter der Struensee-Reformen wurde Gähler nach dessen Sturz 1772 gefangengesetzt.
Eine Kommission konnte ihm nichts nachweisen. Er wurde entlassen, durfte sich aber nicht in Seeland, Fünen oder Schleswig aufhalten und ging deshalb nach Itzehoe. Unterstützung erhielt das Ehepaar durch den Generalmajor J. F. Classen, der ein guter Freund von Frau Gähler war. Auch sein Sohn verließ Dänemark und trat zunächst in französische und dann in bayerische Dienste.
Als Generalquartiermeister erhielt er am 31. März 1763 den Danebrog-Orden. Am 29. Januar 1769 wurde er mit dem Union-Parfaite ausgezeichnet. Im Jahr 1771 wurde er dann mit dem Mathilden-Orden ausgezeichnet.

## Familie
Im Jahr 1762 heiratete er die Hofdame Christine Sophie von Ahlefeldt (* 1745; † 18. Juli 1792), eine Tochter des Oberst Hendrik von Ahlefeldt († 1765). Sie war am Hof sehr einflussreich. Zusammen mit der Gräfin Bülow (geborene Danneskjold-Samsøe, verheiratet mit Friedrich Ludwig Ernst von Bülow (1738–1811)) und der Gräfin Holstein (verheiratet mit Ulrich Adolph von Holstein) waren sie als die Drei Grazien bekannt. Das Paar hatte wenigstens einen Sohn:
- Frederik Christian Julius (* 21. August 1765; † 13. Januar 1835) ⚭ 1799 Sophia Ernestina Barbara Städtler (* 5. Januar 1781; † 2. Oktober 1851), Begründer der bayrischen Linie